# The Woodlands (Texas)
The Woodlands is een plaats (census-designated place) in de Amerikaanse staat Texas, en valt bestuurlijk gezien onder Montgomery County.

## Geschiedenis en ontwikkeling
The Woodlands is in 1974 gesticht door George P. Mitchell en werd beheerd door The Woodlands Corporation, een onderneming gelieerd aan Mitchell Energy & Development.
De ontwikkeling van The Woodlands wordt volledig gecontroleerd door bestemmingsplannen (master-planned community), iets dat in de Verenigde Staten wel vaker voorkomt voor woonwijken, maar ongebruikelijk is voor volledige woonplaatsen.
The Woodlands Corporation is op 31 juli 1997 overgenomen door een combinatie van Morgan Stanley en Crescent Real Estate Equities. In december 2003 werd het aandeel van Crescent overgenomen door de Rouse Company. Rouse werd vervolgens verkocht aan General Growth Properties Inc. op 12 november 2004.
Lange tijd leek The Woodlands voorbestemd om te worden geannexeerd door het nabijgelegen Houston. In 2007 werd echter overeenstemming met Houston bereikt (in ruil voor een investering door The Woodlands in een fonds voor "algemene verbeteringen" in Houston), waarna wijziging van de Texaanse wetgeving mogelijk werd, teneinde The Woodlands als zelfstandige gemeente aan te merken. Dit zal nu zijn beslag krijgen in de verkiezingen van 2014, waarbij The Woodlands een eigen gemeentebestuur zal kiezen.

## Demografie
Bij de volkstelling in 2000 werd het aantal inwoners vastgesteld op 55.649.

## Geografie
Volgens het United States Census Bureau beslaat de plaats een oppervlakte van
61,8 km², waarvan 60,6 km² land en 1,2 km² water.

## Plaatsen in de nabije omgeving
De onderstaande figuur toont nabijgelegen plaatsen in een straal van 16 km rond The Woodlands.